# Vicente García Salmerón
Vicente García Salmerón es un deportista español que compitió en esquí alpino adaptado. Ganó una medalla de plata en los Juegos Paralímpicos de Lillehammer 1994 en la prueba de supergigante (clase B1).

## Palmarés internacional
| Juegos Paralímpicos | Juegos Paralímpicos   | Juegos Paralímpicos | Juegos Paralímpicos |
| Año                 | Lugar                 | Medalla             | Prueba              |
| ------------------- | --------------------- | ------------------- | ------------------- |
| 1994                | Lillehammer (Noruega) | Medalla de plata    | Supergigante B1     |